# حرمان الحس
حرمان الحس أو العزل الإدراكي هو انخفاض أو زوال متأصل للتنبيه من حاسة واحدة أو أكثر. يمكن للأجهزة البسيطة مثل عصابة العينين أو غطاء الرأس أو الأذنية قطع حاستي البصر والسمع، بينما يمكن للأجهزة الأكثر تعقيدًا قطع حواس الشم، واللمس، والتذوق، والإحساس الحراري (حاسة الحرارة) و«الشعور» بالجاذبية. استُخدم حرمان الحس في عدد من وسائل الطب البديل والتجارب النفسية (على سبيل المثال، مع خزان العزل).
تُوصف جلسات حرمان الحس قصيرة الأمد بأنها مريحة ومساعدة على التأمل؛ مع ذلك، قد يؤدي حرمان الحس الطويل أو القسري إلى القلق الشديد، والهلوسة، والأفكار الغريبة، وفقد الحس المؤقت والإكتئاب.
يُعد الحرمان الإدراكي إحدى الظواهر ذات الصلة، إذ يُدعى أيضًا تأثير غانزفيلد. تتميز هذه الحالة باستخدام منبه منتظم ثابت عوضًا عن محاولة إزالة التنبيه؛ ما يؤدي إلى آثار مشابهة لتلك الخاصة بحرمان الحس.
طور عدد من القوات المسلحة في حلف شمال الأطلسي تقنيات حرمان الحس، إذ استخدمتها كوسيلة لاستجواب السجناء ضمن حدود التزامات المعاهدات الدولية. قضت المحكمة الأوروبية لحقوق الإنسان بأن استخدام قوات الأمن البريطانية للتقنيات الخمس في إيرلندا الشمالية مساو لممارسة المعاملة المهينة واللاإنسانية. 

## المعالجة التنبيهية البيئية المقيدة (آر إي إس تي - ريست)
يوجد عدد مختلف من الوسائل الأساسية المستخدمة في التنبيه البيئي المقيد، بما في ذاك المعالجة (ريست)، بشقيها حجرة ريست وتعويم ريست.

### حجرة ريست
في حجرة ريست، يستلقي الشخص المشارك في التجربة على سرير في غرفة مظلمة كليًا وكاتمة للصوت (80 ديسيبل في المتوسط) لمدة تصل إلى 24 ساعة. تقتصر حركة المشارك على التعليمات التجريبية، لكنه لا يُقيد بأي قيود ميكانيكية. تتوفر مرافق الطعام، والشراب والمرحاض في الغرفة، وتقع تحت مسؤولية المختبر الفاحص الذي يستطيع التواصل مع المشاركين باستخدام نظام اتصال داخلي مفتوح. يُسمح للشخص المشارك في التجربة مغادرة الغرفة قبل انتهاء مدة 24 ساعة؛ مع ذلك، لا يتجاوز عدد المغادرين قبل هذه المدة 10% لاعتبارهم الغرفة مريحة للغاية. تؤثر حجرة ريست على الوظيفة النفسية (التفكير، والإدراك، والذاكرة، والتحفيز والمزاج) إلى جانب العمليات النفسية الفيزيولوجية.

### تعويم ريست
في تعويم ريست، تحتوي الغرفة على خزان أو مسبح. يتألف وسط التعويم من محلول مائي بدرجة حرارة الجلد مع الملح الإنجليزي بجاذبية معينة من شأنها تعويم المريض بشكل منبسط دون قلق على السلامة. في الحقيقة، تتطلب استدارة الشخص عند وجوده في المحلول «جهدًا مدروسًا هائلًا». لم تتجاوز نسبة الأشخاص المغادرين قبل انتهاء مدة الجلسة 5%، إذ تبلغ مدة تعويم ريست ساعة في العادة.
وفق التقارير الواردة، قد تشعر بالحكة في بعض أجزاء الجسم في أول 40 دقيقة (ظاهرة شائعة خلال المراحل الأولى من التأمل). غالبًا ما تنتهي آخر 20 دقيقة بانتقال من موجات الدماغ ألفا وبيتا إلى ثيتا، إذ عادة ما تحدث لمدة وجيزة قبل النوم وعند الاستيقاظ. في الخزان العائم، قد تستمر حالة ثيتا لدقائق عديدة دون فقد المشارك وعيه. يستخدم البعض حالة ثيتا الممددة كأداة لتحسين الإبداع وحل المشكلات. توفر المنتجعات الصحية في بعض الأحيان الخزانات العائمة التجارية من أجل الاستخدام في الاسترخاء. دُرس العلاج بالتعويم أكاديميًا في كل من الولايات المتحدة والسويد ونُشرت نتائج عديدة بآثاره الخافضة للألم والقلق. تشمل حالة الاسترخاء أيضًا انخفاض ضغط الدم، وانخفاض مستوى الكورتيزول وتدفق الدم الأقصى. فضلًا عن تأثيراته الفيزيولوجية، قد يمتلك ريست تأثيرات إيجابية على صحة الفرد وأدائه.

### حجرة ريست مقابل تعويم ريست
توجد اختلافات عديدة بين حجرة ريست وتعويم ريست. على سبيل المثال، نظرًا إلى وجود الوسيط في تعويم ريست، يختبر المشارك في التجربة انخفاضًا في التنبيه اللمسي مع الشعور بانعدام الوزن. قد تمتلك إضافة الملح الإنجليزي من أجل تحقيق الجاذبية المرغوبة أثرًا علاجيًا على العضلات مفرطة التوتر. يُعد تأثير حجرة ريست على التيقط أقل وضوحًا نظرًا إلى تشكيل حالة الاسترخاء إحدى نتائجه الرئيسية، إذ يعود ذلك إلى طبيعة الحل.
بالإضافة إلى ذلك، لا يستطيع المشارك في التجربة اختبار مدة الجلسة الخاصة بريست الحجرة نظرًا إلى إبطال الحركة الملازم في تعويم ريست (أي عدم القدرة على التقلب)، إذ قد يصبح ذلك غير مريح بعد عدة ساعات. يمنع هذا المشارك من اختبار تغيرات السلوك والتفكير المرتبطة بحجرة ريست. علاوة على ذلك، تختلف أسئلة البحث المطروحة بين كل تقنية. تعود أسئلة حجرة ريست إلى الأبحاث التي بدأت في خمسينيات القرن العشرين، واستكشفت عددًا من الأسئلة المتنوعة حول حاجة التنبيه، وطبيعة الإثارة وعلاقتها بالتنبيه الخارجي. استكشف ممارسو هذا المجال فائدته في علاج حالات الخلل الوظيفي النفسي الرئيسية مثل سوء تعاطي المواد المخدرة. بشكل معاكس، اعتُبر تعويم ريست أداة استجمامية إذ اختُبر استخدامه بشكل كبير مع الاضطرابات المرتبطة بالتوتر، وتقليل الألم والأرق.
جادلت دراسات عديدة بالوسيلة الأكثر فعالية كعملية علاجية بين الوسيلتين، مع ذلك، اختُبرت وسيلة واحدة فقط إحصائيًا. خضع تسعة عشر شخص للتحليل ممن استخدموا حجرة ريست أو تعويم ريست بهدف الاسترخاء أو علاج التدخين، أو السمنة، أو تعاطي الكحول أو الألم المزمن. في الإحصائية المعنية، مثّل «دي» مقياس حجم تأثير العلاج. كمرجع، يمثل قياس «دي»=0.5 التأثير المعتدل بينما يمثل «دي»=0.8 التأثير الكبير. حقق 19 شخص من المشاركين الخاضعين لحجرة ريست قياس «دي»=0.53 بينما حقق المشاركون الستة الخاضعون لتعويم ريست قياس «دي»=0.33. بالإضافة إلى ذلك، ظهرت اختلافات ضئيلة لدى فحص المشاركين الخاضعين لعلاج ريست وعلاج ريست المترافق مع وسيلة علاج أخرى. مع ذلك، يتميز تعويم ريست بمدته الزمنية اللازمة المنخفضة (24 دقيقة مقابل 24 ساعة).

## استخدامات أخرى
اختُبر استخدام ريست بهدف المساعدة في الإقلاع عن التدخين. أظهرت الدراسات، التي تتراوح بين 12 شهر و5 سنوات، تحقيق 25% من مرضى ريست امتناعًا طويل الأمد عن التدخين. ارتفعت نسبة الامتناع طويل الأمد عن التدخين إلى 50% عند ترافق ريست مع وسائل الإقلاع عن التدخين الفعالة الأخرى (على سبيل المثال، تعديل السلوك). أيضًا، ارتفعت نسبة الامتناع طويل الأمد عن التدخين إلى 80% لدى المرضى الخاضعين لعلاج ريست بالترافق مع مجموعات الدعم الأسبوعية. بالمقارنة مع ذلك، تبلغ نسبة نجاح لصقات النيكوتين لوحدها 5%.
استهدف البحث المتعلق بريست الكحولية. انخفض استهلاك الكحول بنسبة 56% في أول أسبوعين بعد العلاج لدى المرضى الخاضعين لساعتين من علاج ريست إلى جانب رسائل مكافحة الكحول التثقيفية. حافظ المرضى على نسبة انخفاض الاستهلاك خلال جلسات المتابعة التي جرت بعد ثلاثة وستة أشهر من العلاج الأول. مع ذلك، قد يعود ذلك إلى تأثير العلاج الوهمي.
بالإضافة إلى ذلك، اختُبر ريست بهدف تحديد تأثيره على متعاطي المخدرات الأخرى. استخدمت دراسة في جامعة أريزونا حجرة ريست كعلاج مكمل لعلاج تعاطي المواد المخدرة التقليدي للمرضى الخارجيين، أظهرت الدراسة بقاء 43% من المرضى غير مدمنين ومتوقفين عن التعاطي بعد أربع سنوات. بعد ثمانية أشهر، لم يحافظ أي شخص في المجموعة المضبوطة على توقفه عن التعاطي.